# Битва под Рени
Битва под Рени — сражение объединённых польско-казацких войск Речи Посполитой под командованием правобережного гетмана Степана Куницкого и молдавского войска с крымскими отрядами Хаджи-Гирея, длившееся с 30 декабря 1683 года по 4 января 1684 года, во время польско-турецкой войны 1683—1699 годов.
После поражения войск под руководством Али-паши сам крымский хан Хаджи II Гирей собрал 10—12 тысяч конницы при 7 орудиях и направился к Дунаю, где гетман Степан Куницкий планировал дать генеральное сражение. Казацкие силы уменьшились до 8—10 тысяч из-за возвращение части казаков на Украину с добычей. Также войско Куницкого не имело орудий.

## Ход битвы
В конце декабря 1683 года казацкая разведка сообщила гетману о приближении остатков многотысячной армии турецкого султана, возвращавшихся на родину после венского разгрома. Спешно отступая из Буджака, казацко-молдавское войско дошло до Прута и начало переправляться на другой берег у села Тобак, что на северо-восток от города Рени у Днестра. Здесь 30 декабря их догнали войска татарского хана Хаджи-Гирея, которые насчитывали около 12 тыс. человек.
30 декабря 1683 года татарское войско напало на казаков и молдаван, пользуясь тем, что они ещё не успели организовать оборону. Но Куницкий проявил себя хорошим полководцем, упорядочил войско, окружил его возами, и планировал отступать на северо-запад в направлении Ясс, рассчитывая на помощь молдавских или польских войск Потоцкого, которые находились в Яссах. Хотя силы татар были примерно равны силам Куницкого, 7 орудий давали им преимущество.
Казаки успешно отбивали нападения татар до утра 3 января 1684 года, но под артиллерийским обстрелом силы таяли на глазах. В ночь с 3 на 4 января молдавские союзники внезапно покинули лагерь и бросились в бегство. В такой ситуации Куницкий вместе с казацкой конницей (около 2000 чел.) тоже решил прорвать кольцо окружения, и смог переправиться через Прут. Казацкая пехота (около 4000 чел.) с Андреем Могилой во главе, тоже смогла переправиться через Прут, но понесла большие потери. 10 января казаки добрались до Ясс. Потери казацкого войска составили до 5000 человек.
Хан решил не преследовать казаков, а пошел на Белгород, где стал готовить войско к продолжению боевых действий.